# Mohiuddinpur
Mohiuddinpur è una suddivisione dell'India, classificata come census town, di 4.892 abitanti, situata nel distretto di Meerut, nello stato federato dell'Uttar Pradesh.